# Туура-Суу (Тёрт-Кульский аильный округ)
Туура-Суу (кирг. Туура-Суу) — село в Тонском районе Иссык-Кульской области Кыргызстана. Входит в состав Тёрт-Кульского аильного округа. Код СОАТЕ — 41702 220 820 03 0.

## Население
По данным переписи 2009 года, в селе проживало 919 человек.